# Барди (Польща)
Барди (пол. Bardy, нім. Bartin) — село в Польщі, у гміні Диґово Колобжезького повіту Західнопоморського воєводства.
Населення — 122 особи (2011).

## Демографія
Демографічна структура станом на 31 березня 2011 року:
|          | Загалом | Допрацездатний вік | Працездатний вік | Постпрацездатний вік |
| -------- | ------- | ------------------ | ---------------- | -------------------- |
| Чоловіки | 59      | 13                 | 41               | 5                    |
| Жінки    | 63      | 15                 | 31               | 17                   |
| Разом    | 122     | 28                 | 72               | 22                   |